# Katharine Stewart-Murray, Duchess of Atholl

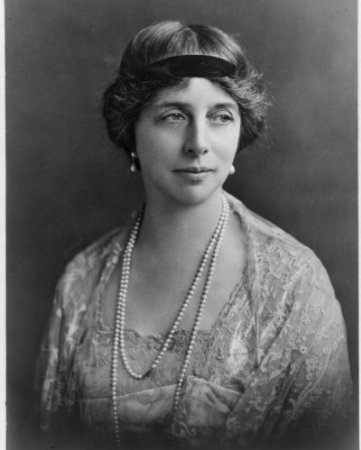
Katharine Stewart-Murray, vor 1923

Katharine Marjory Stewart-Murray, Duchess of Atholl (geborene Ramsay, * 6. November 1874 in Edinburgh; † 21. Oktober 1960 ebenda), war eine schottisch-britische Adlige und Politikerin der Scottish Unionist Party, deren Ansichten in ihrer Partei oft unpopulär waren.

## Leben
Stewart-Murray war die Tochter des Sir James Henry Ramsay, 10. Baronet, aus dessen Ehe mit Charlotte Fanning Stewart. Sie wurde an der Wimbledon High School und am Royal College of Music ausgebildet. Am 20. Juli 1899 heiratete sie John Stewart-Murray, Marquess of Tullibardine, als dessen Gattin sie zunächst den Höflichkeitstitel Marchioness of Tullibardine führte. Als ihr Gatte 1917 die Nachfolge seines Vaters als 8. Duke of Atholl antrat, erhielt sie offiziell den Titel Duchess of Atholl.
Stewart-Murray, die als „Kitty“ bekannt war, engagierte sich im schottischen Sozialwesen und in der Kommunalverwaltung. 1912 war sie Mitglied des äußerst einflussreichen Highlands and Islands Medical Service Committee, das den sogenannten Dewar Report verfasste und das als Vorläufer des National Health Service gilt. Sie war Vorsitzende des Consultative Council on Highlands and Islands.
Als Marchioness of Tullibardine war sie eine Gegnerin des Frauenwahlrechts. Sie war eine der Hauptrednerinnen auf der wichtigsten schottischen Anti-Suffrage-Demonstration 1912. Im Jahr 1913 wurde sie Vizepräsidentin des Zweigs der Anti-Suffrage League in Dundee. Trotz dieser Opposition gegen das Frauenwahlrecht war sie von 1923 bis 1938 Parlamentsabgeordnete der Unionisten im House of Commons für den Wahlkreis Kinross and West Perthshire und von 1924 bis 1929 parlamentarische Sekretärin des Bildungsministeriums – die erste Frau, die in einer nicht-konservativen britischen Regierung saß. Sie war zudem die erste Frau, die einen schottischen Wahlkreis in Westminster vertrat.
Der Historiker William Knox hat behauptet, dass sie, wie andere frühe weibliche Abgeordnete im Vereinigten Königreich, ihren Sitz buchstäblich von ihrem Ehemann „geerbt“ habe, doch sein Kollege Kenneth Baxter bestreitet dies und weist darauf hin, dass ihr Ehemann 1917 von dem früheren Sitz in West Perthshire zurückgetreten war, als er die Nachfolge des Dukedoms antrat, und dass dieser Sitz 1918 und 1922 von einem liberalen Kandidaten gewonnen worden war. Außerdem behauptet Baxter, dass ihr Sieg 1923 nicht als „ausgemachte Sache“ anzusehen sei. Die Tatsache, dass Stewart-Murray vor 1918 gegen das Frauenwahlrecht gewesen war, führte dazu, dass sie im Parlament von ihrer konservativen Kollegin Nancy Astor kritisiert wurde. Baxter deutet auch an, dass sie ihre politische Zugehörigkeit über jedes Konzept der Geschlechtereinheit stellte, und verweist darauf, dass sie bei den Parlamentswahlen 1922 in Edinburgh South für den männlichen Kandidaten der Unionisten gegen die Liberale Catherine Alderton kämpfte, was sie selbst mit der Weigerung von Frauen der Labour Party und der Liberal Party, gegen Astor in Plymouth Sutton zu kandidieren, in Kontrast setzte.
1935 trat sie wegen des Indiengesetzes und der „nationalsozialistischen Tendenz“ in der Innenpolitik der Regierung zunächst von ihrem Amt als Conservative Whip zurück. Sie nahm das Amt wieder auf und legte es aber 1938 erneut nieder, weil sie gegen Neville Chamberlains Appeasement-Politik gegenüber Adolf Hitler und gegen das anglo-italienische Abkommen war. Laut ihrer Autobiografie A Working Partnership wurde sie daraufhin von ihrer örtlichen Partei abgewählt. Am 28. November 1938 trat sie von ihrem Parlamentssitz zurück. Bei den anschließenden Nachwahlen kandidierte sie erfolglos als unabhängige Kandidatin.
Stewart-Murray argumentierte, dass sie sich aktiv gegen alle totalitären Regime und Praktiken wende. Im Jahr 1931 veröffentlichte sie The Conscription of a People, einen Protest gegen die Missachtung der Menschenrechte in der Sowjetunion. Nachdem sie die deutsche Ausgabe von Mein Kampf gelesen hatte, verurteilte sie Nazideutschland. 1936 lieferte sie sich in verschiedenen Zeitungen einen langwierigen Streit mit Lady Houston, nachdem letztere durch ihre unverblümte Unterstützung von Benito Mussolini bekannt geworden war und in der Saturday Review dazu aufrief, Eduard VIII. zu einem Diktator nach dem Vorbild der europäischen Diktaturen der Zwischenkriegszeit zu machen.
Laut ihrer Autobiografie reiste sie im April 1937 auf Anregung von Ellen Wilkinson zusammen mit Eleanor Rathbone und Wilkinson nach Spanien, um die Auswirkungen des Spanischen Bürgerkriegs zu beobachten. In Valencia, Barcelona und Madrid sah sie die Auswirkungen der Bombenangriffe der Luftwaffe auf die Nationalisten, besuchte Kriegsgefangene der Republikaner und befasste sich mit den Folgen des Konflikts, insbesondere für Frauen und Kinder. Ihr Buch Searchlight on Spain war das Ergebnis dieses Engagements, und ihre Unterstützung für die republikanische Seite des Konflikts führte dazu, dass sie von einigen den Spitznamen „Rote Herzogin“ erhielt. Sie engagierte sich im National Joint Committee for Spanish Relief, einer parteiübergreifenden Gruppe, die die Hilfe für Spanien koordinierte. Später war sie Vorsitzende dieser Gruppe. Sie war maßgeblich daran beteiligt, die britische Regierung davon zu überzeugen, vor den Kämpfen fliehende Kinder aufzunehmen, von denen 4000 im Mai 1937 mit der SS Habana von Bilbao nach Southampton fuhren. Ihre Rolle im Spanischen Bürgerkrieg wurde jedoch Jahre später von George Orwell kritisiert, der in ihr „einen Spielball des Daily Worker“ sah. Sie habe deshalb „jeder Lüge, die die Kommunisten gerade verbreiteten, das beträchtliche Gewicht ihrer Autorität verliehen. Jetzt kämpfe sie gegen das Ungeheuer, das sie mit geschaffen habe.“ Er sei sicher, dass „weder sie noch ihre kommunistischen Ex-Freunde darin irgendeine Moral erkennen könnten“.
Kurz vor oder sogar während des Jahres 1938 reiste sie nach Rumänien, wo sie in der Stadt Satu Mare die Satu Mare Romanian Women Association besuchte, deren Ziel es war, die 1918 errichteten rumänischen Staatsgrenzen zu bewahren und Ungarn daran zu hindern, das Gebiet zurückzugewinnen, das es im Vertrag von Trianon verloren hatte.
Als Vorsitzende der British League for European Freedom setzte sie sich ab 1945 gegen die sowjetische Kontrolle über Polen, die Tschechoslowakei und Ungarn ein.
Im Jahr 1958 veröffentlichte Stewart-Murray eine Autobiografie unter dem Titel Working Partnership.
Außerdem war sie von 1924 bis 1960 Vizepräsidentin des Girls’ Public Day School Trust. Sie war auch eine begeisterte Komponistin und vertonte die Gedichte von Robert Louis Stevenson. 1927 eröffnete sie zusammen mit der Schulleiterin, Eleanor Addison Phillips, und dem Architekten George Oatley einen neuen Flügel der Clifton High School in Bristol.
1918 war sie zur Dame Commander des Order of the British Empire ernannt worden. Und als ihr Mann starb, übernahm sie 1942 das Amt des Honorary Colonel des Yeomanry-Regiments der Territorial Army Scottish Horse, bis sie dieses 1952 wieder abgab.
Stewart-Murray starb 1960 im Alter von 85 Jahren in Edinburgh. Ihr Nachlass befindet sich in verschiedenen Beständen der National Archives.

## Veröffentlichungen (Auswahl)
- Katharine Marjory Stewart-Murray (Hrsg.): Military History of Perthshire (1660–1899) and (1899–1902). R A & J Hay, Perth 1908 (2 Bände).
- Conscription of a People. Philip Allen, London 1931.
- Women and Politics. Philip Allen, London 1931.
- Main Facts of the Indian Problem. London 1931.
- Searchlight on Spain. Penguin, London 1938.
- Working partnership: being the lives of John George, 8th Duke of Atholl, and of his wife, Katharine Marjory Ramsay. Arthur Baker Ltd, London 1958.